# Porphyrinia hansa
Porphyrinia hansa är en fjärilsart som beskrevs av Herrich-Schäffer 1845. Porphyrinia hansa ingår i släktet Porphyrinia och familjen nattflyn. Inga underarter finns listade i Catalogue of Life.